# Dadapan (Sumberejo)
Dadapan is een bestuurslaag in het regentschap Tanggamus van de provincie Lampung, Indonesië. Dadapan telt 3931 inwoners (volkstelling 2010).